# Ислам в Эквадоре
Ислам в Эквадоре — религия меньшинства. По данным Исследовательского центра Pew его исповедует около 2000 человек, что составляет 0,011% от общей численности населения в 16 965 000 человек.

## История
Первыми мусульманами, поселившимися в Эквадоре, были в основном арабы, эмигрировавшие с Ближнего Востока во время Первой мировой войны, а затем из бывших территорий Османской империи. Они поселились в основном в Кито, Амбато и Гуаякиле, также существовали меньшие общины в провинциях Манаби, Лос-Риос и Эсмеральдас. В 40-х годах XX века левантийские христиане и мусульмане создали светскую этническую организацию под названием Лекла, которая в 80-х годах была преобразована в Арабский клуб. К середине 1990-х годов принявшие ислам граждане Эквадора и мусульмане, мигрировавшие в эту страну, использовали частную квартиру, расположенную в столице Эквадора Кито, на авеню Лос-Ширис и Элой Альфаро в качестве общинного места для молитв, особенно по пятницам. Позднее египетское посольство предоставило ещё одну частную квартиру для тех же целей. Исламский центр, основанный 15 октября 1994 года, был первой мусульманской религиозной организацией, признанной правительством Эквадора. Мечеть Халед ибн аль-Валид была основана в 1991 году. Исламский центр Аль Хиджра в Гуаякиле был основан Хуаном Саудом из Эквадора, Али Саидом из Пакистана и Мажаром Фаруком из Индии в 2004 году.

## Современное положение
Мусульмане Эквадора в большинстве своём сунниты. В настоящее время мечеть Халед ибн-аль-Валид управляется шейхом Мохамедом Мамдухом и открыла двери для всех мусульман, проживающих в Кито.